# Явлеи
Явле́и (чув. Явлей; также встречается вариант Явлей) — село Алатырского района Чувашской Республики России. Относится к Мирёнскому сельскому поселению.

## География
Расположено в 15 км к северу от районного центра Алатыря. Ближайшая железнодорожная станция Алатырь расположена там же. Село находится на левом берегу реки Суры, а через него протекает небольшая река Явлейка. По границе села проходит республиканская автодорога 95К-002 «Аниш». Административный центр поселения село Мирёнки, расположен в 17 км к западу.

## Название
Название Явлеи имеет мордовское происхождение, от «яв» — вода. Зафиксированы старые наименования: Новоселебная и Евлея.

## История
Село впервые упоминается в 1696 году. Тогда оно принадлежало Алатырскому Троицкому монастырю. Известно, что среди первых жителей села были переселенцы из села Шихобаева Суздальского уезда, которое находилось в ведении Троице-Сергиевой лавры. Жители села: русские и мордва (эрзя), были монастырскими крестьянами до 1764 года, до 1780 года — экономическими крестьянами, до 1835 года — государственными крестьянами, до 1863 года — удельными крестьянами. Занятия населения: земледелие, животноводство, пчеловодство, шерстобитие, торговля, отхожие промыслы, сбор ягод и грибов, заготовка лесоматериалов, сплав леса. Лесосплавная пристань на Суре действовала с начала XVIII века.
В 1708 году построена церковь Сергия Радонежского. Село было центром старообрядчества, в 1856 году была построена единоверческая церковь Живоначальной Троицы.
В 1780 году, при создании Симбирского наместничества, село Евлеи, при реке Суре и речке Евлейке, экономических крестьян, в составе Алатырского уезда.
Новый Храм деревянный, тёплый, построен прихожанами в 1841 году; обнесён деревянной оградой. Престол в нём — во имя препод. Сергия, Радонежского Чудотворца (Сергиевская (православная) церковь).
Троицкая (единоверческая) церковь — храм деревянный, построен в 1856 году на средства Алатырской Удельной Конторы. Престол в нём — во имя Живоначальные Троицы.
В 1859 году село Явлеи, в 1-м стане Алатырского уезда Симбирской губернии, имелась православная церковь. Единоверческия: церковь и часовня. В этом же году при церкви открыта церковно-приходская школа, в 1867 году ставшая смешанным начальным народным училищем.
В 1872 году открыта женская школа, в 1880 году — мужское училище.
В 1931 году создан колхоз имени Молотова, позднее носивший названия «За мир» и «Дружба».
В 1933 году выстроено новое деревянное здание школы (с 1992 года его занимает дом престарелых). В 1989 году школа переехала в новое кирпичное здание.

### Административная принадлежность
До 1927 года село относилось к Алатырской волости Алатырского уезда. С 1927 года стало центром Явлейского сельсовета. С 1927 года входит в Алатырский район Чувашской АССР. Явлейский сельсовет в 2004 году был включён в состав Мирёнского сельского поселения.

## Население
| 2010 | 2012 |
| ---- | ---- |
| 416  | ↘389 |

Число дворов и жителей:
- 1696 год — 31 двор, 96 мужчин.
- 1746 год — 482 мужчины.
- 1780 год — 465 ревизских душ[3].
- 1794 год — 112 дворов, 539 мужчин, 525 женщин.
- 1857 год — 669 мужчин.
- 1859 год — 205 дворов: 693 муж. и 839 жен.[5];
- 1897 год — 332 двора, 935 мужчин, 1004 женщины.
- 1900 год — в 64 дворах: 275 м и 299 ж.; сверх того раскольников безпоповцев в 145 дворах: 580 м и 605 жен.; и единоверцев в 35 дворах: 138 м и 138 ж.[4];
- 1926 год — 586 дворов, 1330 мужчин, 1471 женщина.
- 1939 год — 981 мужчина, 1344 женщины.
- 1979 год — 426 мужчин, 581 женщина.
- 2002 год — 356 дворов, 600 человек: 270 мужчин, 330 женщин.
- 2010 год — 209 частных домохозяйств, 416 человек: 180 мужчин, 236 женщин.

Население, в основном, русское.

## Современное состояние
В селе действуют акушерско-фельдшерский пункт, клуб, библиотека, отделения «Почты России» и «Сбербанка». До 2014 года работала школа, из-за низкого количества обучающихся её закрыли, а учеников перевели в школу села Чуварлеи.